# Лорка
Лорка (ісп. Lorca) — місто на південному-сході Іберійського півострову в провінції Мурсія, що в Іспанії. Населення станом на 2010 рік за даними INE становить 92 694 осіб, третє за чисельністю в провінції. Муніципалітет Лорка, маючи площу 1 676 км², посідає за цим показником друге місце в державі, поступаючись лише муніципалітету Касерес.
Місто відоме своїм замком. Перед Великоднем відбувається традиційна щорічна Страстна хода, яку Міністерство промисловості, туризму і комерції Іспанського королівства у 2007 році включило в перелік найцікавіших для туристів фієст Іспанії.
11 травня 2011 о 18:47 за місцевим часом (21:47 за київським) стався землетрус магнітудою 5.1 бали за шкалою Ріхтера з гіпоцентром на глибині близько одного кілометру неподалік від міста. Загинуло близько десяти людей та ще три сотні травмовано. Було пошкодженно деякі архітектурні пам'ятки в середмісті Лорки. За дві години до основного землетрусу був поштовх магнітудою 4.5 бали. 